# 761 (číslo)
Sedm set šedesát jedna je přirozené číslo. Následuje po čísle sedm set šedesát a předchází číslu sedm set šedesát dva. Římskými číslicemi se zapisuje DCCLXI a řeckými číslicemi ψξα.

## Matematika
761 je:
- Deficientní číslo
- Prvočíslo Sophie Germainové
- Šťastné číslo

## Astronomie
- (761) Brendelia je planetka hlavního pásu, kterou objevil v roce 1913 Franz Kaiser

## Roky
- 761
- 761 př. n. l.